# Conus virgatus
Conus virgatus е вид охлюв от семейство Conidae. Видът не е застрашен от изчезване.

## Разпространение и местообитание
Разпространен е в Гватемала, Еквадор, Колумбия, Коста Рика, Мексико (Гереро, Долна Калифорния, Колима, Мичоакан, Наярит, Оахака, Синалоа, Сонора, Халиско и Чиапас), Никарагуа, Панама, Перу, Салвадор и Хондурас.
Обитава пясъчните дъна на океани и морета. Среща се на дълбочина около 71 m.